# Republican City
Republican City è un comune degli Stati Uniti d'America, situato nello Stato del Nebraska, nella contea di Harlan.